# Vitex amaniensis
Vitex amaniensis là một loài thực vật thuộc họ Verbenaceae. Đây là loài đặc hữu của Tanzania.